# Mario Tortul
Mario Tortul (San Canzian d'Isonzo, 25 febbraio 1931 – Genova, 25 agosto 2008) è stato un calciatore e allenatore di calcio italiano, di ruolo mezzala o centravanti.

## Biografia
Nativo di Pieris, frazione di San Canzian d'Isonzo, era lo zio di Fabio Capello, essendo il fratello minore di sua madre Evelina Tortul.
Tortul muore nel 2008 e riposa nel cimitero monumentale di Staglieno.

## Carriera

### Giocatore

#### Club

Tortul alla Sampdoria nel 1954

Cresciuto nelle giovanili del Pieris, passa nell'estate 1951 all'Arsenaltaranto, che milita in Serie C. Schierato come centravanti, in Puglia si mette in luce realizzando ben 39 reti in due stagioni e portando la squadra a sfiorare per due volte la promozione, diventando il capocannoniere della Serie C 1952-1953.
Postosi all'attenzione delle compagini delle serie superiori, viene acquistato nel 1953 dalla Sampdoria, dove tuttavia, chiuso al centro dell'attacco dal rientrante Baldini, viene progressivamente arretrato sulla trequarti. Il suo contributo offensivo è comunque notevole fin dalla prima stagione, ma si accentua nella stagione 1955-56, quando in una temibile linea offensiva incentrata sul bomber sudafricano Eddie Firmani (17 reti in quella stagione) mette a segno ben 13 reti contribuendo al sesto posto finale dei blucerchiati.
Resta a Genova per altre due stagioni (la prima conclusa con il quinto posto finale), quindi nell'estate 1958 passa alla Triestina, neopromossa in Serie A. L'annata è tuttavia negativa, coi giuliani che concludono la stagione, l'ultima finora disputata in A dagli alabardati, all'ultimo posto con conseguente retrocessione.
Tortul resta in massima serie trasferendosi al Padova, dove si riscatta con un'ottima stagione a livello personale, 12 reti e massimo realizzatore della squadra (quinto posto finale ottenuto dai biancoscudati). È titolare fra i veneti, realizzando rispettivamente 7 e 3 reti anche le due stagioni successive, l'ultima delle quali conclusa con la retrocessione degli euganei. Tortul disputa le ultime stagioni della carriera agonistica in Serie C con le maglie di Anconitana e Ternana.
In carriera ha totalizzato complessivamente 252 presenze e 70 reti in massima serie.

#### Nazionale
Tortul ha giocato nella nazionale italiana una partita, valida per la Coppa Internazionale, disputata a Berna l'11 novembre 1956: Svizzera-Italia (1-1).

### Allenatore
Ha guidato dalla panchina nel 1977-1978 il Cuneo e nelle due stagioni successive il Sestri Levante e il Gozzano, tutte squadre che all'epoca militavano in Serie D.

## Statistiche

### Cronologia presenze e reti in nazionale
| Cronologia completa delle presenze e delle reti in nazionale ― Italia | Cronologia completa delle presenze e delle reti in nazionale ― Italia | Cronologia completa delle presenze e delle reti in nazionale ― Italia | Cronologia completa delle presenze e delle reti in nazionale ― Italia | Cronologia completa delle presenze e delle reti in nazionale ― Italia | Cronologia completa delle presenze e delle reti in nazionale ― Italia | Cronologia completa delle presenze e delle reti in nazionale ― Italia | Cronologia completa delle presenze e delle reti in nazionale ― Italia |
| Data                                                                  | Città                                                                 | In casa                                                               | Risultato                                                             | Ospiti                                                                | Competizione                                                          | Reti                                                                  | Note                                                                  |
| --------------------------------------------------------------------- | --------------------------------------------------------------------- | --------------------------------------------------------------------- | --------------------------------------------------------------------- | --------------------------------------------------------------------- | --------------------------------------------------------------------- | --------------------------------------------------------------------- | --------------------------------------------------------------------- |
| 11-11-1956                                                            | Berna                                                                 | Svizzera                                                              | 1 – 1                                                                 | Italia                                                                | Coppa Internazionale 1955-1960                                        | -                                                                     |                                                                       |
| Totale                                                                |                                                                       | Presenze                                                              | 1                                                                     |                                                                       | Reti                                                                  | 0                                                                     |                                                                       |

## Palmarès

### Giocatore

#### Individuale
- Capocannoniere della Serie C: 1

Arsenaltaranto: 1952-1953 (22 gol)